# アタックアニマル学園
『アタックアニマル学園』（アタックアニマルがくえん）とは、ポニーキャニオンが1987年12月26日に発売したファミリーコンピュータ用の擬似3Dシューティングゲームである。ファミコン3Dシステムに対応しており、プレイヤーが専用スコープを着用することで、画面を立体視することを実現させている。もちろん専用スコープを着用せずに遊ぶことも可能である。

## ゲームシステム
アタックアニマル学園は画面の奥に向かってステージを進みながら、空中も自在に飛ぶことが可能な主人公のノッコを上下左右に操作し、破壊できない障害物を避けつつ、向かってくる敵をサブマシンガンで撃ちながら進んでゆく、擬似3Dシューティングゲームである。一定距離ステージを進むことと、倒すことが可能な敵を倒すことによって、定められた得点が加算される。ライフ制ではないため障害物にノッコが激突したり、敵や敵からの攻撃がノッコに命中すると、その時点でミスになる。ただし、ゲーム開始時にミスは3回まで許容されており、さらに50万点を獲得する毎にミスが許される回数が1回ずつ増加する。全6ステージ構成で、各ステージの最後にボスが出現したら、ボスの周囲にいるザコ敵を倒せばステージクリアとなる。
ゲームシステムは1985年に発売された『スペースハリアー』をほぼ模倣しているものの、アタックアニマル学園は敵の速度が速いなど難易度が高い。

## 設定
主人公のノッコは女子高校生であり、服装は基本的にセーラー服であるが、ステージによっては体操服とブルマーやスクール水着などに変わる。

### ストーリー
アニマル学園連合に親友を誘拐されたスケ番のノッコは、サブマシンガンを持ち親友の救出へと向かった。
親友は双頭のオロチに捕らわれており、オロチの支配するスカイエリアに到達するには、狂暴なコアラ、化け物のトカゲ、ヒヒ、ウミヘビや大蜘蛛がいる5つのエリアを通らなければならない。

### ステージ構成
第4ステージ以外は、地面を走ったり、空中を飛行しながら進むステージである。
第1ステージ - 草原スクール
障害物は立木など。ノッコの服装は基本のセーラー服。ステージのBGMは全て、この第1ステージの曲の変奏である。なお、ボス戦のBGMはステージ毎に異なる。
第2ステージ - 砂上学園
障害物はサボテンのような物など。一部に動く障害物が登場し始める。ノッコの服装はセーラー服。
第3ステージ - 火山学園
障害物は動かないものの、噴火口から噴石のような物が飛んでくる場所がある。ノッコの服装は体操服。
第4ステージ - 海中高校
海藻のような障害物だが、このステージ以降にも動く障害物が見られる。ノッコの服装はスクール水着に脚ヒレを付けた状態で、空を飛ぶのではなく、水中を泳いで進む。なお、水中でも武器の使用は可能である。
第5ステージ - 暗闇高専
ノッコの服装は他と異なっている。このステージ以降は、第3ステージまでと同じで地面では走り、時に空中を飛びながら前進する。他のステージのBGMは長調が基本だが、第5ステージのBGMだけは全体が短調である。
第6ステージ - 空中大学
ノッコの服装はセーラー服。空中と名前が付くものの、着地時のノッコは第4ステージ以外と同様に地面を走って進む。

## キャラクター
ノッコ
主人公の女子高生。誘拐された親友の女性を救出するため、サブマシンガン片手にアニマル学園連合に立ち向かってゆく。
マンモスコアラ
第1ステージのボス。学ランを着た巨大なコアラ。
大とかげ
第2ステージのボス。
ヒヒ
第3ステージのボス。
大ガメ
第4ステージのボス。唯一の水中戦。
海ヘビ
第４ステージの隠しボス。ステージ中のある特定の雑魚を殲滅すると出現する
大グモ
第5ステージのボス。
双頭のオロチ
最終ステージのボス。

## スタッフ
- プロデュース：ニュートピア・プランニング
- ディレクター：はっとりやすお
- ゲーム・デザイン：にしたにあや
- ビジュアル・デザイン：ふじもりあつし
- 作曲：はっとりやすお
- 3Dアドバイス：ライフチェッカー
- 原作：にしたにあや
- プログラム：TSUHKAI SQUASH YAROH
- サウンド・プログラム：OTOHSAN
- サウンド・アレンジ：OMAISAN
- キャラクター・アレンジ：MIMI MAN、APPLE TAIZOU
- コスチューム・オブ・ノッコ：SAILOR NORILIN
- ミステリー・スタッフ：SHANG HAI KING
- セッティング：HOMERUN KEN
- ディスプレイ・プログラム：HIRORIN SHIMAOKA
- プロフェッショナル・ウォッチャー：PENPAL KNIGHT
- スペシャル・サンクス：しらとこういち、こばやしみのる

## 評価
ゲーム誌『ファミコン通信』の「クロスレビュー」では合計18点（満40点）、『ファミリーコンピュータMagazine』の読者投票による「ゲーム通信簿」での評価は15.00点（満30点）であった。同誌1991年5月10日号特別付録の「ファミコンロムカセット オールカタログ」では、「当時はこの手のゲームは珍しく新鮮味が感じられた」、「イロモノスペハリか」と紹介されている。
| 項目 | キャラクタ | 音楽 | 操作性 | 熱中度 | お買得度 | オリジナリティ | 総合  |
| 得点 | 2.69       | 2.53 | 2.65   | 2.42   | 2.25     | 2.46           | 15.00 |